# Anomalon venustulum
Anomalon venustulum är en stekelart som först beskrevs av Tosquinet 1896.  Anomalon venustulum ingår i släktet Anomalon och familjen brokparasitsteklar. Inga underarter finns listade i Catalogue of Life.